# Fontenais
Fontenais – miejscowość i gmina w północno-zachodniej Szwajcarii, w kantonie Jura, w okręgu Porrentruy. 1 stycznia 2013 do gminy przyłączono gminę Bressaucourt.

## Demografia
W Fontenais mieszkają 1674 osoby. W 2020 roku 8,9% populacji gminy stanowiły osoby urodzone poza Szwajcarią. 